# Rhodesillo sulcifrons
Rhodesillo sulcifrons är en kräftdjursart som beskrevs av Franco Ferrara och Stefano Taiti1978. Rhodesillo sulcifrons ingår i släktet Rhodesillo och familjen Armadillidae. Inga underarter finns listade i Catalogue of Life.